# ドゥシャー
『ドゥシャー』（ロシア語: Душа）は、1981年に公開されたソ連のミュージカル映画である。脚本はアレクサンドル・ボロジャーンスキイ、監督はアレクサンドル・ステファノヴィチ、出演はソフィーヤ・ロタールとミハイル・ボヤールスキイ、ロックバンドのマシーナ・ヴレーメニら。題名は、ロシア語で「霊魂」あるいは「心」といった意味。
映画は新しいロックソングの創出がひとつのテーマとなっており、多くの歌がロタール、ボヤールスキイ、マシーナ・ヴレーメニによって歌われる。また、ひとりの芸術家としての自己批判や、芸術的創作と人間の尊厳との間の中庸の徳への実存主義的アプローチに関する哲学的な対話シーンが盛り込まれている。
この映画はソ連初のビデオ・クリップで、ソフィーヤ・ロタールとミハイル・ボヤールスキイは金のストレッチ・ファブリック製トランポリンの上で飛び跳ねた。この作品は1981年の大ヒット作となり、ソ連国内だけで5700万人の観客数を記録した。

## プロット
舞台歌手は国際フェスティヴァルの前夜、病が彼女の声を奪いつつあることを知らされた。ドラマチックなシチュエーションから彼女は若いロックミュージシャンと知己を得た。ヒロインは新しいやり方で始める決意をし、フェスティヴァルの舞台に上がって勝利を得ることとなった。

## 背景
映画のプロットでは、ヒロインの歌手ヴィクトーリヤ・スヴォボージナは自分の仲間に別れを告げ、自分の深刻な病状を知る。ドラマの脚本はロタールのために書かれた。ロタールは1960年代から1970年代にかけて絶大な人気を築き上げた歌手であったがその後長らく病気を患っており、映画が製作された当時には、彼女は重病でもはや歌うことはできないという噂が流れていた。そこで、監督のアレクサンドル・ステファノヴィチはこの根拠のないわけではない噂が映画にとっては最高の宣伝になるという絶対の確信をもった。映画の撮影は、ロタールの息子を誘拐するという脅迫とともに進められた。この作品は非常な成功を収めた。映画の主人公となった歌手には、新しい若々しいイメージが生み出された。それまで、彼女のコンサート衣装はそれほど開放的ではなく、またズボンでもなかった。第二に、マシーナ・ヴレーメニのリーダーであるアンドレイ・マカレーヴィチの歌のおかげで、若いロックファンがロタールのファン層に加わった。

## 配役
- ソフィーヤ・ロタール - ヴィクトーリヤ・スヴォボージナ、歌手
- ロラーン・ブィーコフ - アリベルト・レオニードヴィチ、スヴォボーヂナのマネージャー
- ミハイル・ボヤールスキイ - バンドのソリスト、ヴィクトーリヤの友人
- ヴャチェスラフ・スペシフツェフ - セルゲイ
- イヴァルス・カルニニシュ - ヴィクトーリヤの通訳
- レオニード・オボレーンスキイ - 老人
- マシーナ・ヴレーメニ - ロックバンド
  - ヴァレーリイ・エフレーモフ
  - アレクサンドル・クチコフ
  - アンドレイ・マカレーヴィチ
  - ピョートル・ポドゴロジェーツキイ
  - オヴァネース・メーリク＝パシャーエフ

## 撮影スタッフ
- 脚本 - アレクサンドル・ボロジャーンスキイ、アレクサンドル・ステファノヴィチ
- 監督 - アレクサンドル・ステファノヴィチ
- 音楽 - アレクサンドル・ザツェーピン
- 挿入歌
  - マシーナ・ヴレーメニ - 「プラーヴォ」、「ベーク・ポ・クルーグ」、「コヴォー・トィー・ホチェール・ウジヴィーチ」、「バリイェール」、「コスチョール」、「プーチ」（作詞作曲A・マカレーヴィチ）、「ザ・チェーフ・クトー・ヴ・モーリェ／За тех, кто в море」（作曲A・クチコフ、A・マカレーヴィチ、作詞A・マカレーヴィチ）
- 音響監督 - ヴィークトル・バーブシュキン